# Get Up, Get into It, Get Involved
"Get Up, Get into It, Get Involved" é uma canção funk gravada por James Brown. Foi lançada em single de duas partes em 1970 e alcançou o número 4 da parada R&B e número 34 da parada Pop. Apresenta backing vocals de Bobby Byrd, que compartilha o crédito da composição com Brown e  Ron Lenhoff. Fez parte de um álbum pela primeira vez em In the Jungle Groove (1986).
Versões ao vivo da canção aparecem nos álbuns Revolution of the Mind: Live at the Apollo, Volume III (1971) e Love Power Peace (1992; gravado em 1971).